# 가파르 니메이리
가파르 무함마드 안니메이리(1928년 4월 26일~2009년 5월 30일, 아랍어: جعفر محمد النميري, 문화어: 쟈파르 모하메드 니메리)는 수단의 군인, 정치인이다. 옴두르만 출신이다. 1969년 5월 25일부터 1985년 4월 6일까지 수단의 대통령을 역임했다. 하르툼에서 숨졌다.
1952년 수단 군사학교를 졸업했고, 가말 압델 나세르의 쿠데타에 영향을 받았다. 1966년에는 미국 육군지휘참모대학교를 졸업했다.
수단 육군 장교로 복무 중이던 1969년에 군사 쿠데타를 일으키면서 권력을 잡았으며, 국민혁명사령부 위원장을 역임했다. 그러나 1971년 수단 쿠데타 이후 극단적인 반공주의 정책을 내걸고, 신정을 시행해 반발을 샀다. 1985년에 권력에서 축출된 뒤부터 한동안 이집트로 망명했고 1999년에 수단으로 귀환했다.

## 역대 선거 결과
| 선거명      | 직책명        | 대수 | 정당              | 득표율 | 득표수      | 결과 | 당락 |
| ----------- | ------------- | ---- | ----------------- | ------ | ----------- | ---- | ---- |
| 1971년 선거 | 수단의 대통령 | 6대  | 수단 사회연합     | 98.55% | 3,839,374표 | 1위  |      |
| 1977년 선거 | 수단의 대통령 | 6대  | 수단 사회연합     | 99.15% | 5,624,128표 | 1위  |      |
| 1983년 선거 | 수단의 대통령 | 6대  | 수단 사회연합     | 99.6%  | 5,558,775표 | 1위  |      |
| 2000년 선거 | 수단의 대통령 | 9대  | 수단 민주사회연합 | 9.6%   | 7,306,103표 | 2위  | 낙선 |